# Diolkos
Der Diolkos (altgriechisch Δίολκος, von διά dia ‚hindurch‘ und ὁλκός holkos ‚Zug‘) war ein

Der Diolkos auf dem Isthmus von Korinth und der ihn am nordwestlichen Ende kreuzende, sonst parallel verlaufende, später gebaute Kanal von Korinth

in der  griechischen Antike angelegter und benutzter Schiffskarrenweg über den Isthmus von Korinth, auf dem Schiffe zwischen dem Korinthischen und dem Saronischen Golf transportiert wurden. Die Abkürzung über die Landenge erlaubte es, die gefährliche Umschiffung der Peloponnes zu vermeiden. Eine schiffbare Verbindung an gleicher Stelle wurde bereits im 1. Jahrhundert n. Chr. zu bauen versucht, aber erst im 19. Jahrhundert mit dem Kanal von Korinth verwirklicht.
Die Hauptaufgabe des Ziehwegs galt dem Gütertransfer, während er in Kriegszeiten bevorzugt auch zur Beschleunigung militärischer Operationen genutzt wurde. Der 6 bis 8,5 km lange gepflasterte Rillenweg funktionierte nach dem Rad-Schiene-System und war von ca. 600 v. Chr. bis zur Mitte des 1. Jahrhunderts n. Chr. in Betrieb. Er stellte eine in diesem Maßstab in der Antike einzigartige Kombination der Spurrillenführung und des Überlandtransports von Seefahrzeugen dar.

## Moderne Erforschung und Gefährdung

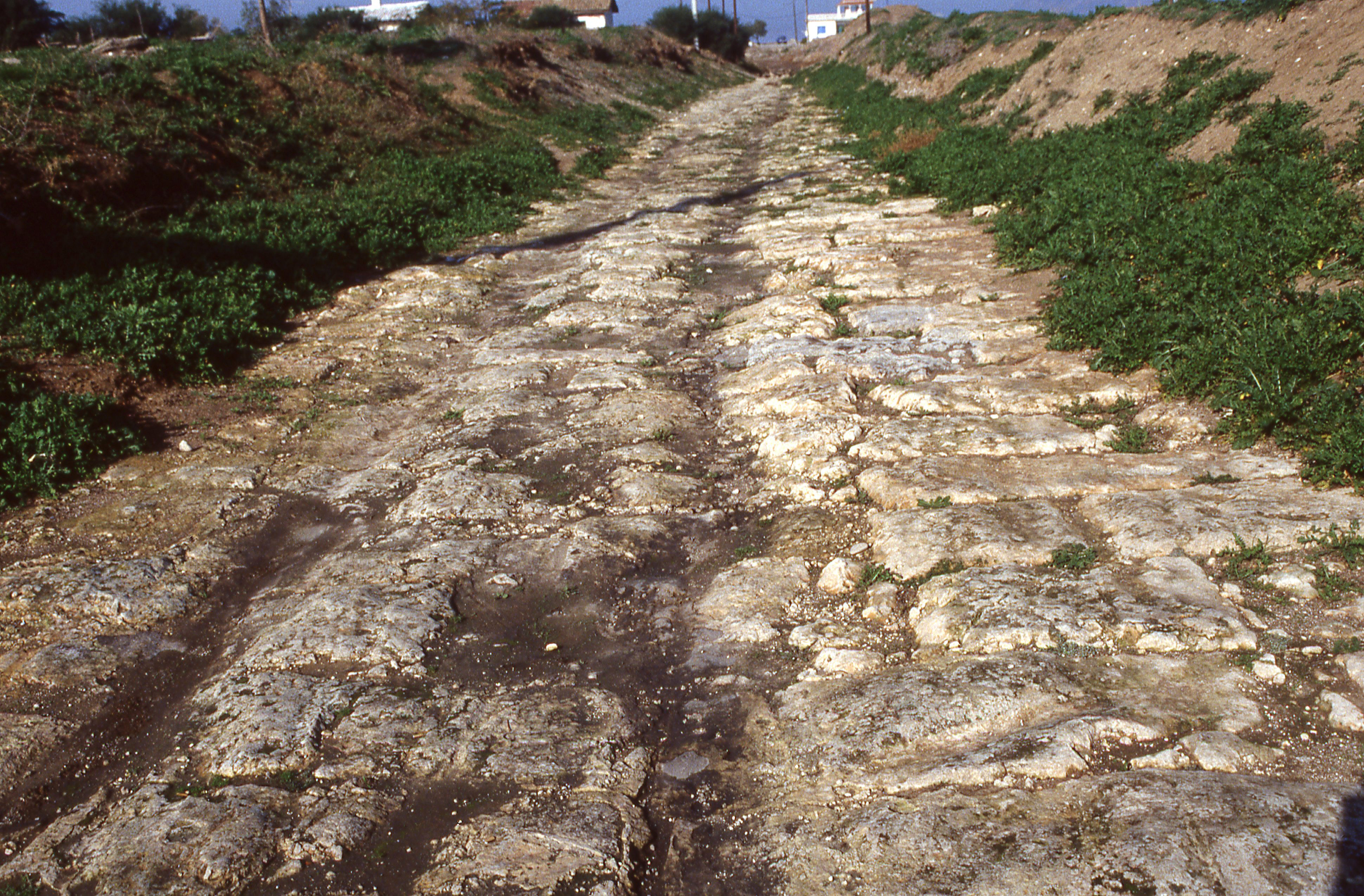
Ausgegrabenes Teilstück am Nordwestende

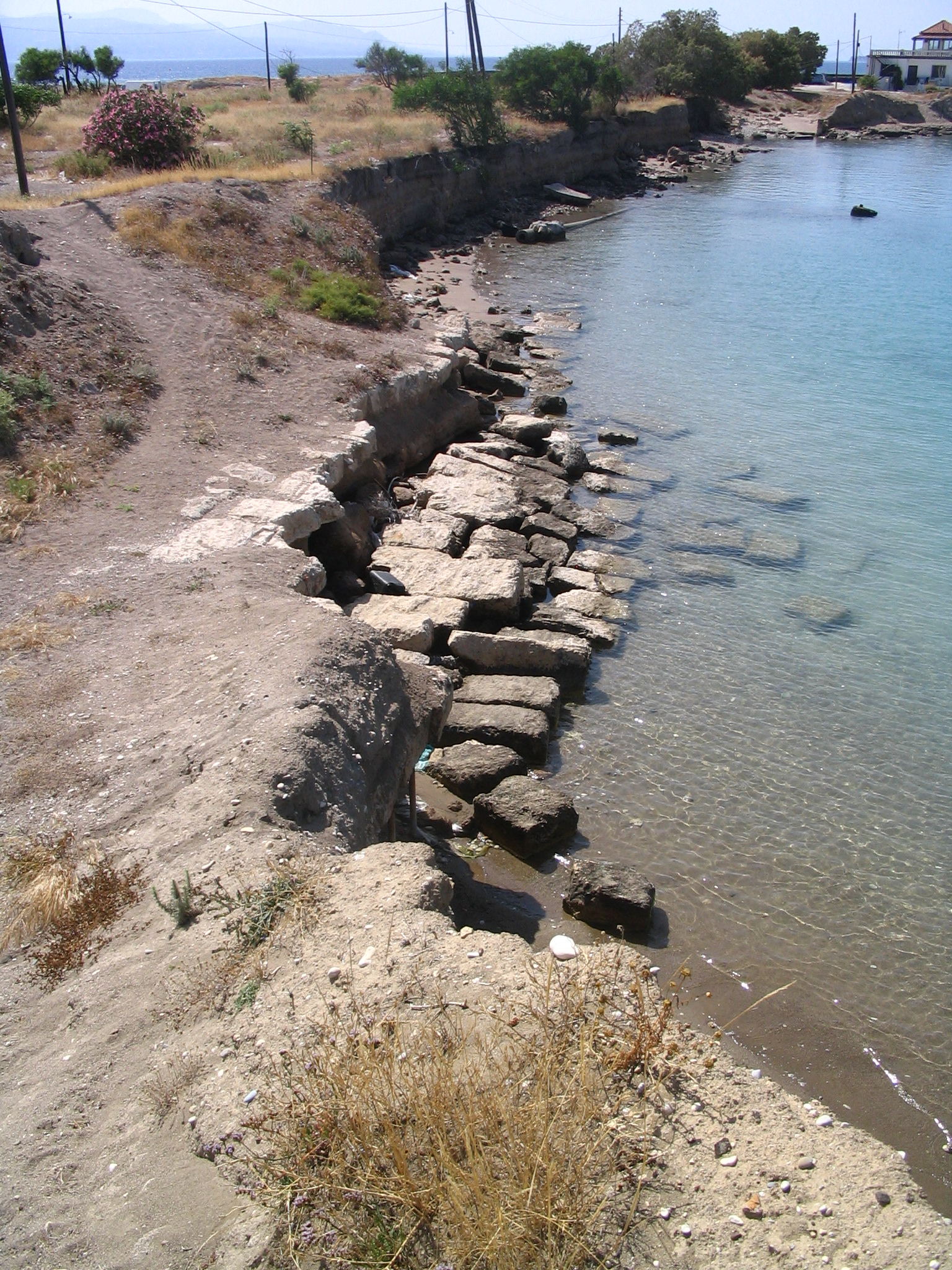
In den Kanal abgesacktes Stück des Diolkos kurz vor seinem nordwestlichen Ende

Die moderne wissenschaftliche Auseinandersetzung mit dem Diolkos dreht sich um drei Hauptfragen:
- die Auslegung der antiken Quellen, insbesondere im Hinblick auf das Alter und die Gründe für die Inbetriebnahme des Ziehweges;
- die archäologische Erforschung der Überreste am Isthmus und die Bestimmung des Streckenverlaufs;
- die Bewertung seiner militärischen und ökonomischen Funktion in der Antike.

Auch technische Überlegungen zur Durchführbarkeit des Überlandtransports der Schiffe standen wiederholt im Mittelpunkt des Interesses, wobei auch Berechnungen der erforderlichen Kräfte angestellt wurden.
Bereits der Chefingenieur des Kanals von Korinth, Béla Gerster, führte Ende des 19. Jahrhunderts eine genaue Untersuchung der Topographie des Isthmus durch, fand aber den Diolkos nicht. Überreste des Schiffkarrenwegs wurden wahrscheinlich zuerst vom deutschen Archäologen Habbo Gerhard Lolling in der Baedeker-Ausgabe von 1883 identifiziert. 1913 berichtete James G. Frazer in seinem Kommentar zu Pausanias über Spuren eines antiken Pflasterwegs über den Isthmus, während Teile der Verladestelle am Golf von Korinth 1932 durch Harold North Fowler entdeckt wurden.
Systematische Ausgrabungen wurden schließlich von 1956 bis 1962 vom griechischen Archäologen Nikolaos Verdelis vorgenommen, der ein mehr oder weniger durchgehendes Stück von 800 m Länge freilegte und insgesamt 1100 m ausfindig machte. Zwar dient Verdelis’ Ausgrabungsbericht nach wie vor als Grundlage für moderne Interpretationen, aber die volle Publikation seiner Forschungsergebnisse wurde durch sein frühzeitiges Ableben verhindert, so dass viele Fragen hinsichtlich der genauen Natur des Diolkos offenblieben. Zusätzliche Forschungen vor Ort in Ergänzung zu Verdelis’ Arbeit wurden später von Georges Raepsaet und Walter Werner veröffentlicht.
Heutzutage sind insbesondere im nordwestlichen Abschnitt wesentliche Teile des Diolkos durch Erosion gefährdet, die vom Schiffsbetrieb im nahen Kanal herrührt. Kritiker, die dem griechischen Kulturministerium fortgesetzte Untätigkeit vorwerfen, brachten daher eine Petition zur Bewahrung und Restaurierung der registrierten archäologischen Stätte ein. 2022 begann die Ephorie für Prähistorische und Klassische Altertümer der Korinthia mit einem Projekt zum Schutz und zur Restaurierung des Diolkos.

## Verkehrslage
Der Diolkos erlaubte es Schiffen auf der Fahrt vom Ionischen Meer zur Ägäis, die gefährliche Umschiffung der Peloponnes mit ihren weit ins Meer ragenden Landspitzen zu vermeiden. Besonders Kap Malea war für starke Stürme gefürchtet, wohingegen der Golf von Korinth und der Saronische Meerbusen relativ ruhige Gewässer darstellten. Zudem ließ sich durch Verwendung des Überlandwegs die Schifffahrtsroute insbesondere von und nach Athen erheblich abkürzen.

## Geschichte

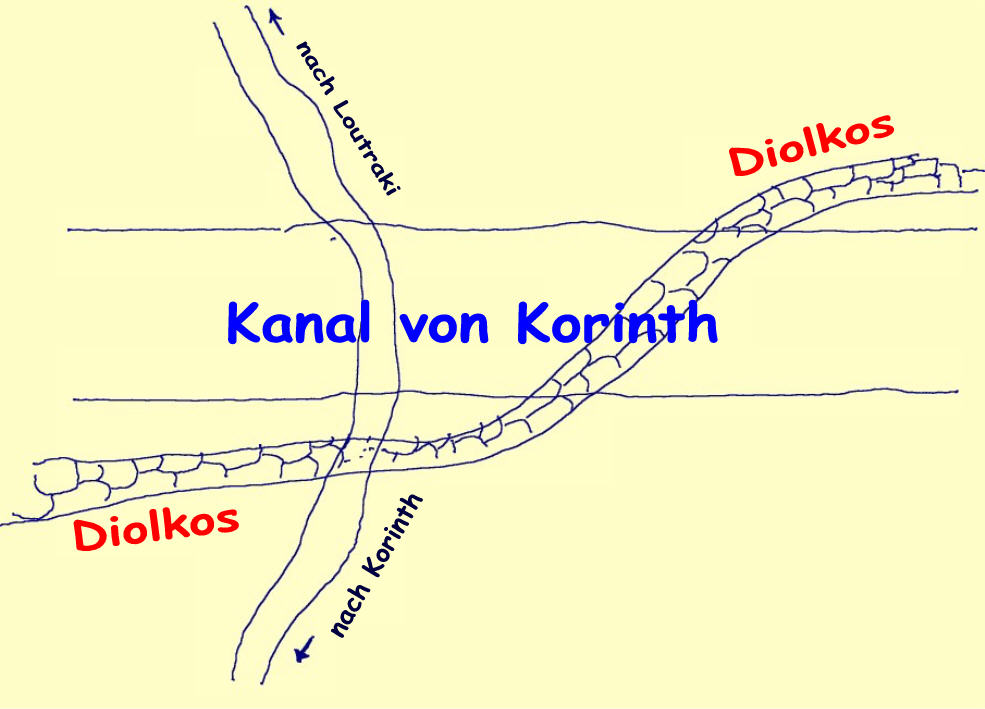
Kreuzungsstelle des Diolkus mit dem Kanal von Korinth kurz vor ihren nordwestlichen Enden (nach links)

Die antiken Quellen schweigen sich über das Alter des Diolkos aus. Für Thukydides (460–395 v. Chr.) schien der Diolkos bereits etwas Altes zu sein. Der archäologische Befund deutet auf einen Bau am Ende des 7. oder Anfang des 6. Jahrhunderts v. Chr. hin, als Periander Tyrann von Korinth war. Auf einigen Steinquadern befinden sich Buchstaben des korinthischen Alphabets vom Anfang des 6. Jahrhunderts v. Chr. Der Diolkos blieb Berichten zufolge bis zur Mitte des 1. Jahrhunderts regelmäßig in Betrieb; danach brechen die schriftlichen Überlieferungen ab. Möglicherweise wurde er durch Neros 67 n. Chr. begonnenen, aber nicht beendeten Kanalbau dauerhaft unbrauchbar gemacht. Er wurde damals im Nordwesten vom schon ausgehobenen Kanal durchschnitten und an anderen Stellen vom Aushubmaterial zugedeckt. Die deutlich späteren Kriegsschifftransporte im Jahre 868 und um das Jahr 1150 wurden vermutlich nicht mehr über den Diolkos abgewickelt.

### Rolle im Krieg
Der Diolkos spielte eine bedeutende Rolle im antiken Seekrieg. Griechische Historiker berichten von mehreren Marineoperationen zwischen dem 5. und 1. Jahrhundert v. Chr., bei denen Kriegsschiffe zur Zeitersparnis über den Diolkos gezogen wurden. Während des Peloponnesischen Kriegs planten die Spartaner, Kriegsschiffe zur Bedrohung Athens zum Saronischen Golf zu ziehen (428 v. Chr.), während sie später ein Geschwader hinüberschafften, das eilig zu Operationen in Chios weitersegelte (411 v. Chr.). 220 v. Chr. ließ Demetrios von Pharos seine Flotte von ungefähr 50 Schiffen über den Isthmus zur Bucht von Korinth ziehen. Drei Jahre später wurden 38 makedonische Kriegsschiffe von Philipp V. hinübergesandt, während die größeren Schiffe seiner Flotte um Kap Malea segelten. Eine Inschrift, die sich heute im Archäologischen Museum von Korinth befindet, berichtet, dass im Jahre 102 v. Chr. Marcus Antonius Orator die römische Flotte über den Isthmus ziehen ließ. Nach seinem Sieg in der Schlacht bei Actium (31 v. Chr.) rückte Octavian so schnell wie möglich gegen Marcus Antonius vor, indem er einen Teil seiner 260 Liburnen über den Isthmus schleppen ließ. 868 n. Chr. ließ der byzantinische General Niketas Oryphas unter Kaiser Basileios I. seine gesamte Flotte von 100 Dromonen in einer zügig ausgeführten Operation über den Isthmus ziehen, nahm dabei aber aufgrund des wahrscheinlich verfallenen Zustands des Diolkos wohl einen anderen Weg.

### Rolle im Handel
Trotz der häufigen Erwähnung des Diolkos im Zusammenhang mit militärischen Operationen geht die moderne Forschung davon aus, dass der Hauptzweck des Schiffkarrenwegs der Gütertransfer war, da anzunehmen ist, dass Kriegsschiffe nicht sehr häufig transportiert zu werden brauchten, und weil die antike Geschichtsschreibung sich immer stärker für Krieg als für Handel interessierte. Bemerkungen von Plinius dem Älteren und Strabon, die in Friedenszeiten den Diolkos als regelmäßig in Betrieb beschrieben, deuten ebenfalls auf eine Handelsfunktion hin. Da der Bau des Diolkos zeitlich mit der Herausbildung der griechischen Monumentalarchitektur zusammenfällt, könnte der Überlandweg anfangs besonders für den Transport von Schwergütern wie Marmor, Monolithen und Bauholz gedient haben. Zwar ist nicht die Höhe der Zölle bekannt, die Korinth für den auf seinem Gebiet liegenden Diolkos erheben konnte, aber die Tatsache, dass der Fahrweg noch lange nach seiner Errichtung benutzt und unterhalten wurde, deutet darauf hin, dass er für antike Handelsschiffe lange Zeit eine attraktive Alternative zur Fahrt um Kap Malea geblieben ist. Auch für Korinth war der Diolkos ein lohnendes Projekt. Es konnte nun neben dem Landhandel auch den Seehandel über den Isthmus kontrollieren. So erblühte im 6. und 5. Jahrhundert v. Chr. am nordwestlichen Ende des Diolkos bei dem heutigen Poseidonia eine bedeutende Siedlung.

## Baustruktur

### Verlauf und Transport

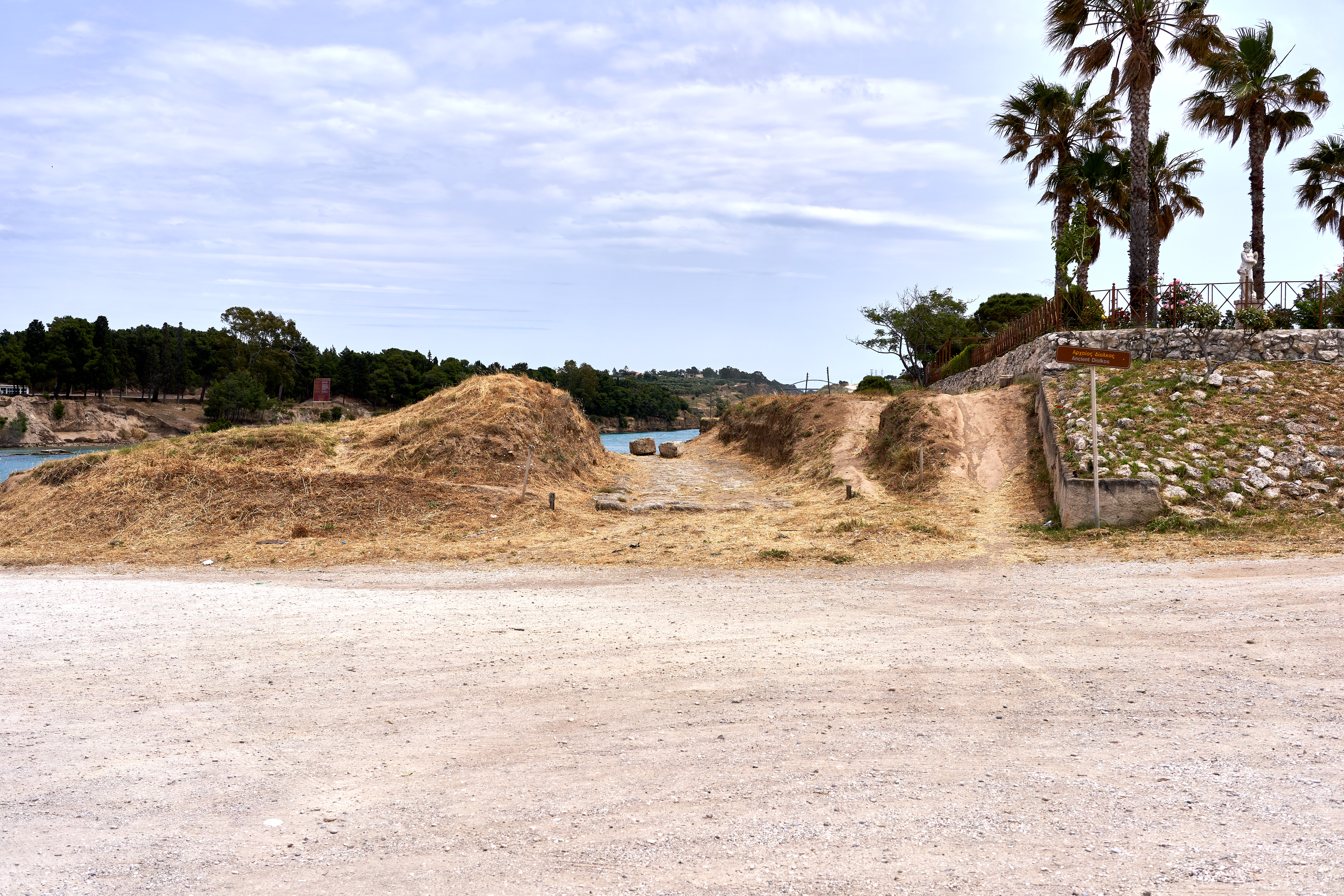
Kreuzung des Dioklos von der rechts nach Korinth führenden Straße (Vordergrund) und vom Kanal von Korinth (Hintergrund), Blick nach SO

Der Diolkos läuft über den engsten Teil der Landenge, wo er dem Gelände zur Vermeidung größerer Steigungen in einem gewundenen Kurs folgt. Der Fahrweg überquert mit einer durchschnittlichen Steigung von 1:70 den Isthmus auf einer Höhe von ca. 79 m, wobei der steilste Abschnitt bis zu 6 % Gefälle aufweist. Die Gesamtlänge des Diolkos wird abhängig von der Anzahl der angenommenen Wegbiegungen auf 6–7 km, 8 km oder 8,5 km geschätzt. Insgesamt 1,1 km davon konnten hauptsächlich am Golf von Korinth archäologisch dokumentiert werden. Dort beginnt das bekannte Teilstück an einer ehemaligen Anlegestelle südwestlich des Kanals, läuft für einige hundert Meter parallel zu diesem und wechselt dann auf die Gegenseite, wo es in einem leichten Bogen ungefähr auch so lang am Kanal weiterläuft. In seinem weiteren Verlauf folgte der Diolkos entweder in gerader Linie dem Kurs des modernen Kanals oder schwang im weiten Bogen nach Süden. Der Karrenweg endet am Saronischen Golf am Dorf Schoinous beim heutigen Kalamaki, das von Strabo als südöstlicher Endpunkt beschrieben wurde. Einige Abschnitte des Diolkos wurden durch den Kanal aus dem 19. Jahrhundert oder andere moderne Bauten zerstört.

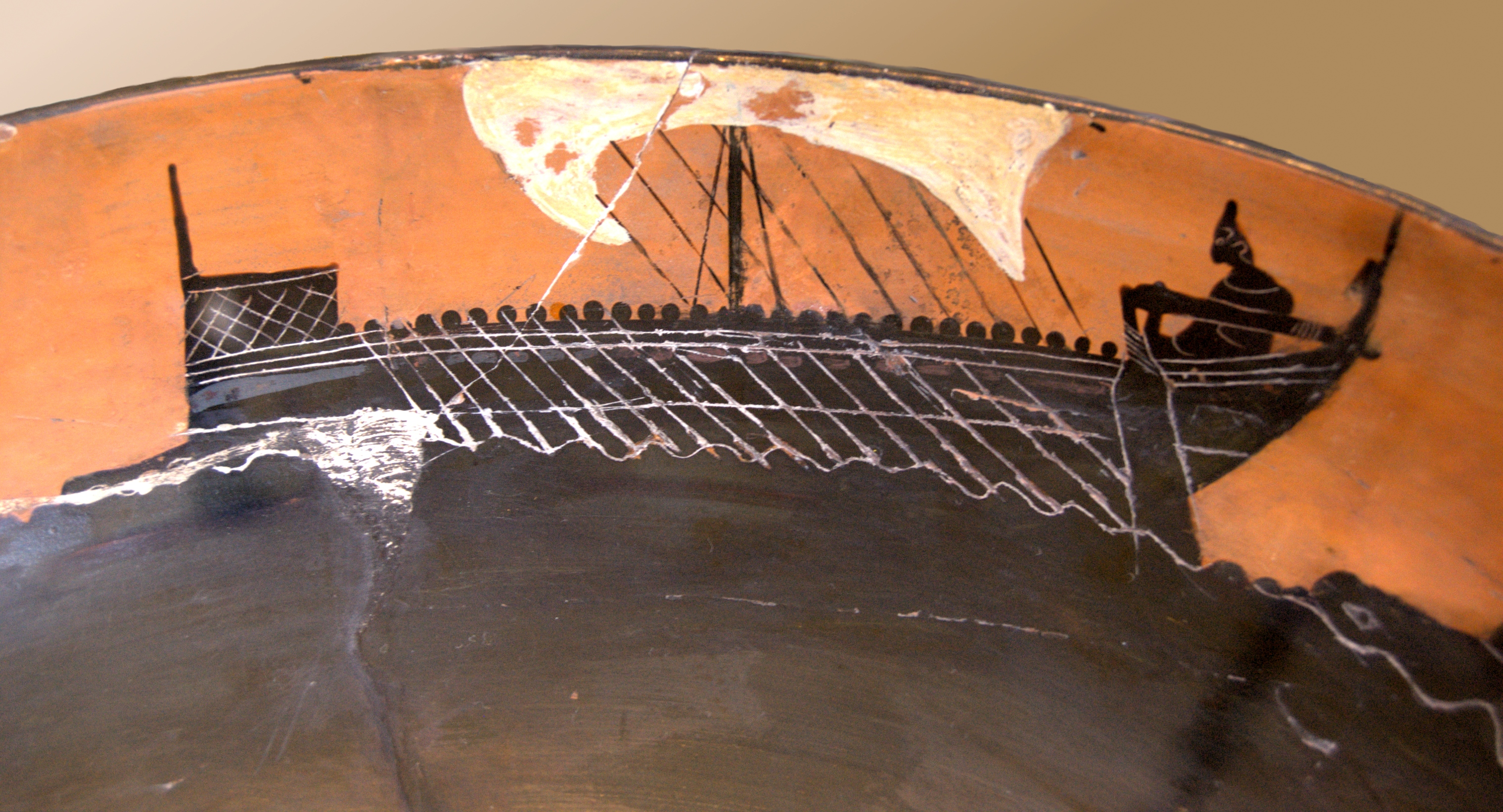
Bild eines Schiffs auf einer attischen Vase der Leagros-Gruppe (etwa 520 v. Chr.). Diese Art Boot könnte der Diolkos in Perianders Zeit befördert haben.

Der Diolkos war ein Pflasterweg aus hartem Kalkstein mit parallel laufenden Rillen im Abstand von ungefähr 160 cm. Der Weg war zwischen 3,4 und 6 m breit. Links und rechts des Diolkos verliefen Mauern, die eine Entgleisung verhindern sollten. Außerdem gab es auf beiden Seiten Gräben, aus denen Aufseher den Transport überwachen konnten. Da sich aus antiken Quellen nur wenig darüber entnehmen lässt, wie die Schiffe hinüberbefördert wurden, muss die Art und Weise des Schiffstransports größtenteils aus dem archäologischen Befund rekonstruiert werden. Die Rillen zeigen an, dass der Transport auf dem Diolkos mit einer Art Radfahrzeug, die in der Antike Olkos hießen, abgewickelt wurde. Entweder wurden Schiff und Fracht auf verschiedenen Karren hinübergezogen, oder nur die Fracht wurde hinübergebracht, um auf der anderen Seite auf ein anderes Schiff verladen zu werden. Man nimmt an, dass es sich normalerweise eher um größere Boote als Schiffe gehandelt hat, obgleich eine technische Analyse ergeben hat, dass der Transport von Trieren (25 t, 35 m Länge, 5 m Breite) technisch machbar, aber schwierig war. Um der Gefahr vorzubeugen, dass der Kiel während des Transports in der Mitte durchbrach, müssen dicke Taue, so genannte hypozomata benutzt worden sein, die zur Stabilisierung des Schiffsrumpfs von Bug zu Heck gespannt wurden. Schiff und Fracht wurden vermutlich durch Menschen und Tiere mithilfe von Seilen, Flaschenzügen und möglicherweise auch Ankerwinden gezogen. Am nordwestlichen Ende fand man eine Rampe von 10 × 8 m, deren nordwestliches Ende sich unter dem Wasserspiegel befand. Über diese Rampe wurden die Schiffe mit Hilfe von Holzbalken aus dem Wasser gezogen und auf die Radfahrzeuge geladen. Ab dem 4. Jahrhundert v. Chr. scheint eine hölzerne Hebeanlage zum Heben und Verladen der Schiffe verwendet worden zu sein.
Die Wissenschaftler Georges Raepsaet und Michael Tolley unternahmen den Versuch, die Mannschaftsstärken zu kalkulieren, die damals für den Transport einer Triere über den Hügelrücken der Landenge erforderlich waren. Unter der Annahme, dass eine mit Wasser vollgesaugte Triere einschließlich fahrbarem Untersatz 38 t wog und ein Mensch über einen längeren Zeitraum eine Zugkraft von 300 N ausüben kann, sei – abhängig von der zu überwindenden Steigung und dem Zustand des Rillenwegs – eine Zugtruppe von 112 bis 142 Männern vonnöten gewesen (33.550 bis 42.500 N). Beim Anfahren wären es sogar knapp 180 Leute gewesen. Bei einer Ziehgeschwindigkeit von 2 km/h bei einer geschätzten Streckenlänge von 6 km wäre der Transfer über den Isthmus so in drei Stunden zu bewältigen gewesen. Raepsaet errechnet dagegen unter Zugrundelegung geringerer Transportlasten und Reibungswerte eine max. Zugkraft von 27.000 N, was deutlich kleinere Arbeitsgruppen erfordert hätte. Auch der Einsatz von Ochsgespannen, die Tolley in seinem Rechenmodell unter Verweis auf deren relativ zur Zahl der Tiere abnehmende Arbeitskraft ablehnt, wäre unter diesen Bedingungen sinnvoll gewesen. In beiden Kalkulationen muss der menschliche Kraftaufwand am Ziehweg in jedem Fall als beträchtlich eingestuft werden.

### Antike „Eisenbahn“
Nach Auffassung des britischen Technikhistorikers M.J.T. Lewis stellt der Diolkos eine Schienenbahn (englisch railway) im Sinn eines präparierten Wegs dar, der ein Fahrzeug auf ihm so lenkt, dass es nicht die Spur verlassen kann. Zwischen 6 und 8,5 km lang, mindestens 650 Jahre lang regelmäßig in Betrieb, und für alle gegen Bezahlung offen, stellte der Diolkos sogar eine öffentliche Bahn dar, eine Idee, die erst im 19. Jahrhundert wieder auftauchte. Auch in seiner Spurweite von 160 cm war der Diolkos modernen Eisenbahnen ähnlich, bzw. entspricht der irischen Spurweite.
Andererseits scheint eine eingehende archäologische Betrachtung des Rillenwegs ein differenziertes Bild zu vermitteln. So variiert die Erscheinungsform der Spurrillen im Verlauf der beiden Hauptabschnitte zwischen einem „V“-Profil und einem rechteckigen Querschnitt. Während Einigkeit darüber herrscht, dass die rechteckigen Spurrillen im südöstlichen Teil absichtlich zur Lenkung von Karrenrädern in die Pflastersteine geschlagen wurden, werden die V-förmigen im nordwestlichen Bereich von einigen Autoren als das Ergebnis von Abnutzung interpretiert oder sind gar nicht zu erkennen. Allerdings lässt auch hier die deutliche Wölbung des Pflasterwegs auf absichtlich angelegte Rillen schließen. Zusätzlich zu den beiden parallelen Hauptrillen befinden sich in diesem Abschnitt an den Fahrbahnseiten streckenweise auch deutlich flachere Rillen. Diese werden als Abnutzungsspuren der Hinterräder des Transportuntersatzes interpretiert, die bei der Kurveneinfahrt aufgrund ihrer starren Hinterachse spurabweichend einen kleineren Radius beschrieben. Generell können die unterschiedlichen Rillenformen in den beiden Teilen durch die lange Betriebsdauer des Diolkos erklärt werden, in deren Verlauf sein Erscheinungsbild durch Ausbesserungen und andere bauliche Veränderungen deutlich verändert worden sein muss.
Interpretationsschwierigkeiten bereitet die sogenannte Rampe, die in einem Steigungsbereich zwischen den beiden Streckenabschnitten liegt. Hierbei handelt es sich um zwei parallele, im Abstand von ca. 60 cm laufende Reihen von Steinblöcken mitten auf der Fahrbahn, mit einer Länge von ungefähr 15 m, aber ursprünglich wohl doppelt so lang, die von Raepsaet und Werner als Führungssteine für den Transport angesehen werden. Die weitergehende Interpretation der Konstruktion durch Raepsaet als Umladeplatz für zwei unterschiedliche Typen von fahrbaren Untersätzen wird allerdings von Lewis als unpraktikabel abgelehnt, da dafür eine erneute Verladung von Schiff bzw. Fracht bereits 600 m hinter der Schiffsanlegestelle notwendig gewesen wäre.
Funktional kann der Diolkos-Schiffkarrenweg als eine Kombination zweier in der Antike durchaus verbreiteter Techniken betrachtet werden, nämlich der Spurlenkung nach dem Rad-Schiene-Prinzip und des Schifftransports über Land. Über letzteres wissen antike Autoren vor allem im Zusammenhang mit militärischen Operationen zu berichten. So erachtete bereits Herodot den Bau des Athoskanals als überflüssig, da der persische König Xerxes I. seine Invasionsflotte „ohne irgendwelche Mühe auch über die Landenge hätte ziehen können“. Auf Sizilien ließ der Tyrann Dionysius I einmal ein 80 Trieren starkes Geschwader 20 Stadien (ca. 3,5 km) über Land transportieren, während Alexander der Große während seines Asienfeldzugs seine Schiffe sogar vom Mittelmeer zum Euphrat transferierte – allerdings im demontierten Zustand. Das bekannteste Beispiel dürfte das Ausweichmanöver von Hannibal sein, der 212 v. Chr. seine im Tarentiner Hafen von den Römern blockierte Flotte durch die Straßen der Stadt bis zum offenen Meer schleifen ließ. Zu den bei solchen Überlandtransporten als gesichert geltenden Maßnahmen gehörten die Verwendung von Hebemaschinen, um die Schiffe außer Wasser zu hieven, das vorherige Präparieren des Ziehwegs und der Einsatz von Rindern neben Menschen als Zugkräfte.
Das Prinzip der Spurrillenführung fand hingegen im kleineren Maßstab im zivilen Bereich Anwendung. So wurden in den Theatern von Megalopolis (3. Jahrhundert v. Chr.), Sparta (ca. 30 v. Chr.) und Eretria kurze, maximal 34 m lange Doppelrillen quer über die Bühne entdeckt, die entweder zur Verschiebung des Bühnenbildes dienten oder eine fahrbare Plattform trugen, auf der Darsteller des theatralischen Effekts wegen von unsichtbarer Hand in den Saal gezogen wurden. Auf der Römerstraße über den Kleinen Sankt Bernhard lassen sich ebenfalls kurze, aus dem Fels geschlagene Spurrillen ausmachen, die – der Funktion einer modernen Leitplanke vergleichbar – das Abkommen der Karren vom Passweg verhindern sollten. Auch im antiken Bergbau machte man sich das Prinzip bereits zunutze: Ein 150 m langer Stollen in der römischen Goldmine in Tresminas in Portugal (1. Jahrhundert n. Chr.) weist eine Rillentrasse mit einer Spurbreite von 1,20 m und periodischen Tunnelverbreiterungen vermutlich zum Durchlassen des Gegenverkehrs auf. In dem Maßstab, in dem die Verbindung beider Elemente bei Bau und Betrieb des Diolkos umgesetzt wurde, war der Schiffkarrenweg in der Antike allerdings wohl einzigartig.

## Historische Quellen
Folgende antike und mittelalterliche Quellen erwähnen Schiffstransporte über den Isthmus. Da der Diolkos dabei nur selten direkt beim Namen genannt wird, kommt es für das Verständnis der Transferaktivitäten auf eine Analyse verwandter Ausdrücke und Umschreibungen an. In chronologischer Reihenfolge:
- Thukydides 3.15.1, 8.7, 8.8.3–4
- Aristophanes, Thesmophoriazusai, 647–648
- Polybios 4.19.7–9 [318], 5.101.4 [484], frag. 162 (ed. M. Buettner-Wolst)
- Titus Livius, Ab urbe condita 42.16.6[64]
- Strabon 8.2.1 [C.335], 8.6.22 [C.380], 8.6.4 [C.369]
- Plinius der Ältere, Naturalis historia, 4.9–11, 18.18
- Cassius Dio 51.5
- Hesychios (ed. Schmidt, I, S. 516.80)
- Suda, Stichwort Diisthmonisai (Διισθμονίσαι), Adler-Nummer: delta 1048, Suda-Online
- Georgios Sphrantzes 1.33
- al-Idrisi (ed. P. A. Joubert: Géographie d’Idrisi 2, Paris 1840, S. 123)

## Weitere Schiffkarrenwege
Abgesehen vom Diolkos bei Korinth existieren spärliche schriftliche Hinweise auf zwei weitere Schiffkarrenwege im römischen Ägypten, die beide ebenfalls unter der Bezeichnung „Diolkos“ firmierten. Der Arzt Oreibasios (c. 325–403 n. Chr.) überliefert zwei Textstellen aus dem 1. Jahrhundert n. Chr., in denen sein Kollege Xenokrates von Aphrodisias beiläufig einen Diolkos nahe dem Hafen von Alexandria erwähnte, der an der Südspitze der Insel Pharos gelegen haben könnte. Claudius Ptolemäus berichtet in seinem Buch über Geographie kurz von einem anderen Diolkos, der eine versandete Mündung des Nils mit dem Mittelmeer verband. Weder Xenokrates noch Ptolemäus liefern nähere Angaben zu den jeweiligen Karrenwegen.